# صنعت خودروسازی کره جنوبی

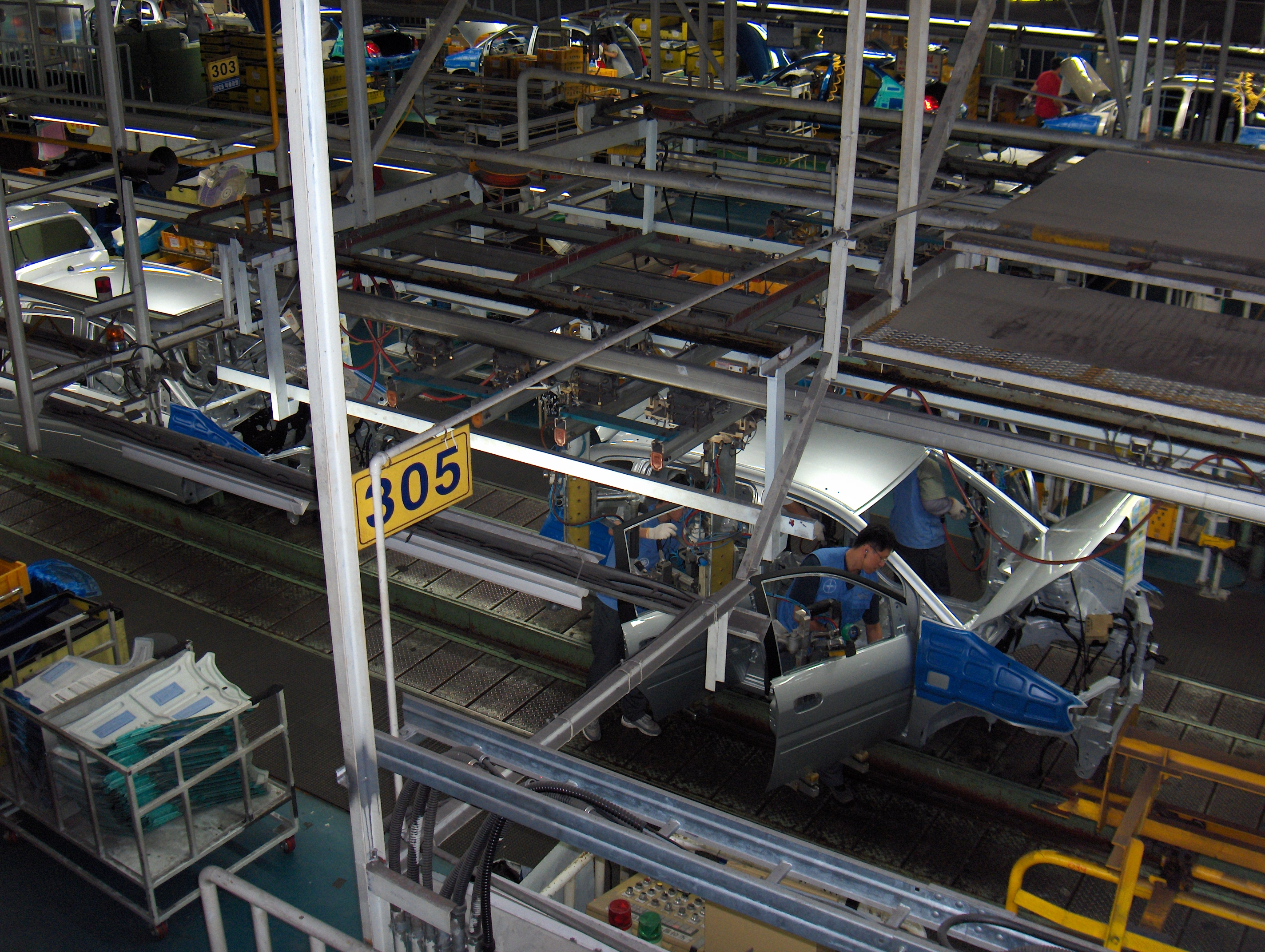
خط مونتاژ شرکت خودروسازی هیوندای موتور واقع در اولسان، کره جنوبی

صنعت خودروسازی کره جنوبی از حیث تعداد در میان سایر کشورهای تولیدکننده خودرو در جهان پنجم و از حیث صادرات خودرو چهارمین کشور جهان به شمار می‌رود.

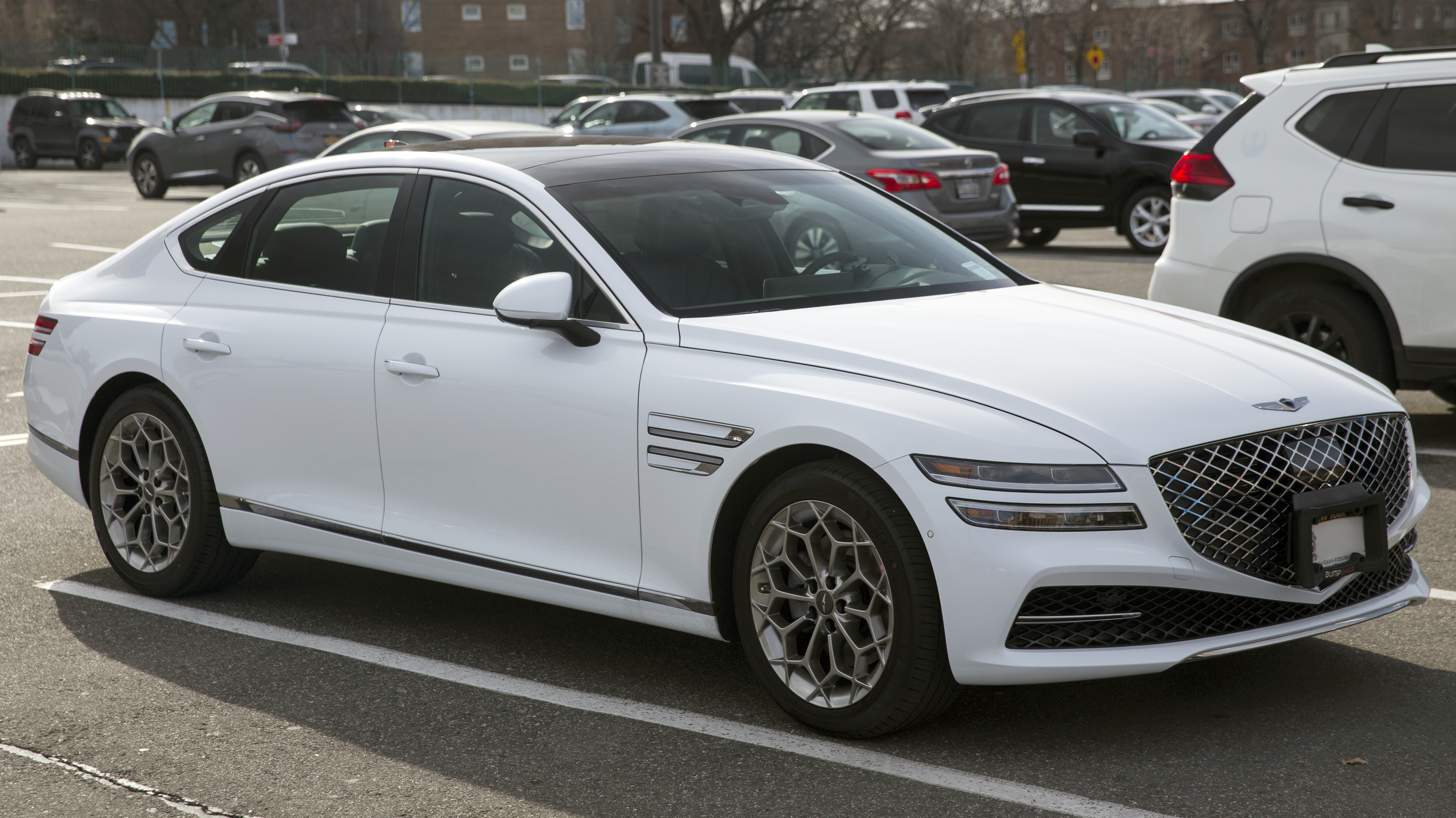
جنسیس جی۸۰ از خودروهای مدرن کره‌ای

هر چند صنعت خودروسازی کره جنوبی در ابتدا تنها به واردات قطعات از شرکت‌های خارجی و مونتاژ آنها محدود بود اما امروزه شرکت‌های خودروسازی این کشور در میان پیشرفته‌ترین خودروسازان جهان دسته‌بندی می‌شوند. شمارگان تولید خودرو در کره جنوبی برای اولین بار در سال ۱۹۸۸ به بیش از یک میلیون دستگاه رسید. در دههٔ ۱۹۹۰ صنایع خودروسازی این کشور اقدام به تولید مدل‌های مستقل کردند و توانستند در طراحی، اجرا و پیاده‌سازی فناوری‌های جدید روی خودروهای تولیدی موفق عمل کرده و نوید عصر جدیدی را بدهند. در حال حاضر گروه هیوندای با تولید و فروش سالانه ۶/۹ میلیون دستگاه، بعد از تویوتا و فولکس‌واگن، در جایگاه سومین خودروساز بزرگ دنیا قرار گرفته است.

## برندها

## تاریخچه

### سال‌های اولیه
اولین کارخانه خودروسازی کره جنوبی در سال ۱۹۴۴ ثبت و در زمان کمی به یکی از مطرح‌ترین برندهای خودرو جهان تبدیل شد. کیا موتورز، قدیمی‌ترین خودروسازی کره‌ای است که از سال ۱۹۴۴ کار خود را با ساخت مفتول‌های فلزی و دوچرخه آغاز کرد. این شرکت در ابتدا با نام صنایع دقیق کیونگ سانگ فعالیتش را شروع کرد اما در سال ۱۹۵۲ نام خود را کیا تغییر داد.
برای بررسی تاریخ خودروسازی کره جنوبی باید به اوت ۱۹۵۵ (مرداد ۱۳۳۴) رفت. در آن زمان یک بازرگان کره‌ای به نام چوی مو-سئونگ به همراه دو برادرش (چوی هائه-سئونگ و چوی سون-سئونگ) یک موتور جیپ تغییریافته و بومی‌شده را روی بدنه‌ای شبیه به جیپ‌های نظامی آمریکایی که خودشان از ورق آهن حاصل از یک بشکهٔ نفت و قطعات دورریز نظامی ساخته بودند سوار کردند و خودرویی تحت عنوان سیبال را برای اولین بار ساختند. سیبال به معنی آغاز نو یا عزیمت نو است.
دولت کره جنوبی در سال ۱۹۶۲ «سیاست توسعهٔ صنعت خودروسازی» را برای پیشرفت خودروسازی ابلاغ کرد و طرح حمایت از این صنعت را به تصویب رساند. بر پایهٔ این طرح هیچ یک از شرکت‌های خارجی حق کار در کره جنوبی را نداشتند مگر این که با یکی از شرکت‌های داخلی کره سرمایه‌گذاری مشترک انجام دهند. حمایت دولت از این صنعت نوپا باعث شد شرکت‌هایی که در سایر زمینه‌ها کار می‌کردند جذب خودروسازی شوند. در سال ۱۹۶۲ سه شرکت تشکیل شدند: شرکت صنایع دقیق کیئونگسئونگ که بعدها نامش را به «صنایع کیا» تغییر داد و در سال ۱۹۶۲ با همکاری مزدا به مونتاژ خودرو پرداخت، شرکت خودروسازی دونگ‌بَنگ که با کارخانهٔ دونگ‌هُوانگ ادغام شد و نام «صنایع خودرسازی هادونگ‌هُوانگ» را برگزید (این شرکت در ۱۹۶۵ توسط صنایع شینجین خریداری شد و در سال ۱۹۶۳ شرکت سانگ‌یانگ موتور را ایجاد کرد)؛ و شرکت خودروسازی سائنارا که با همکاری فنی نیسان موتور ایجاد شد، این شرکت نخستین خودروسازی بود که با خط مونتاژ مدرن در کره به فعالیت پرداخت. شرکت آسیا موتورز در ۱۹۶۵ شکل گرفت و هیوندای موتور نیز در ۱۹۶۸ با همکاری فنی شرکت فورد موتور تأسیس شد. با این حال همهٔ این شرکت‌ها در آن زمان واردکنندهٔ قطعات خودرو از شرکای خارجی بودند و با سرهم‌بندی این قطعات خودرو می‌ساختند.

### ۱۹۷۰ تا ۱۹۹۰
در سال ۱۹۷۰ تویوتا بی‌علاقگی خود به ادامهٔ همکاری با شینجین را نشان داد. پس از آنکه تویوتا در ۱۹۷۲ از همکاری با شیجین دست کشید، شینجین وارد سرمایه‌گذاری مشترک با جنرال موتورز شد و شرکت جنرال موتورز کره تأسیس گردید. این شرکت در ۱۹۷۶ به سایهان موتورز تغییر نام داد. کیا در ۱۹۷۳ کارخانهٔ سوهاری را در شهر گوانگ‌میونگ کره جنوبی افتتاح کرد.
خودروی هیوندای پونی که نخستین خودروی تولید کره جنوبی به شمار می‌رود در سال ۱۹۷۵ ساخته شد. هیوندای موتورز این خودرو را با همکاری جورج تِرنبول از شرکت بریتیش لیلاند به عنوان معاون شرکت ساخت. این خودرو در واقع نتیجهٔ همکاری مشترک موفقیت‌آمیز چندین شرکت بود:
- طراحی از ایتال‌دیزاین
- سامانهٔ انتقال قدرت و موتور از میتسوبیشی
- انتقال فناوری (بدنه‌ها) از پرکینسون
- قالب‌سازی بدنه از شرکت قالب‌سازی اوگیهارا
- ماشین پرس از فرانسه
- تأمین مالی از بانک بارکلیز و سوئز فرانسه

هیوندایی در سال‌های میان ۱۹۷۶ تا ۱۹۸۲ توانست پونی را در آمریکای جنوبی به کشورهایی نظیر کلمبیا، ونزوئلا، اکوادور و غیره صادر کند و بدین ترتیب نخستین شرکت کره‌ای شد که به صادرات خودرو پرداخت. در سال ۱۹۷۷ شرکت موتورس تکنو در کاستاریکا به عنوان نخستین توزیع‌کنندهٔ محصولات هیوندای در آمریکای مرکزی آغاز به کار کرد. هیوندای در آن زمان پونی پیکاپ را به کاستاریکا صادر می‌کرد.
در ۱۹۸۲ گروه دوو، کنترل شرکت ساهان موتور ار به دست گرفت و یک سال بعد نام آن را به دوو موتورز تغییر داد. لازم به ذکر است صنایع خودروسازی کره جنوبی از بحران انرژی ۱۹۷۹ و رکود داخلی به شدت آسیب دیدند. در اینجا دولت وارد عرصه شد و با پیاده‌سازی «سیاست سهمیه‌بندی صنایع خودروسازی» که هدفش جلوگیری از رقابت بیش از حد میان چهار خودروساز این کشور یعنی هیوندای موتورز، صنایع کیا، جنرال موتورز کره و آسیا موتورز بود به کنترل این اوضاع بغرنج پرداخت. همچنین دولت کره آزادسازی واردات خودرو را به تعویق انداخت.
شینجین جیپ موتورز که یکی از توابع شرکت شینجین موتورز بود در سال ۱۹۸۱ نام خود را به گئوهوا تغییر داد و در سال ۱۹۸۵ توسط دونگ ای موتور خریداری شد. این شرکت در سال ۱۹۸۶ به سانگ‌یانگ تغییر نام داد.
دغدغهٔ اصلی کره در طول دههٔ ۱۹۷۰ بومی کردن قطعه‌سازی بود و در دههٔ بعد تولید انبوه به منظور صادرات در دستور کار دولت و شرکت‌های این کشور قرار گرفت. هیوندای در سال ۱۹۸۶ با خودروی اکسل (همان خودروی پونی) به بازار آمریکا وارد شد و توانست با فروش ۱۲۶٬۰۰۰ دستگاه در اولین سال عرضهٔ این خودرو به آمریکا به رکوردی بی‌سابقه دست یابد. مجله فرچون، اکسل را بیشتر به خاطر قیمت پایین آن، در میان ده محصول برتر قرار داد. دولت کره‌ جنوبی از ابتدای روند نوسازی صنایع خود، برنامه‌ای کلان را طرح‌ریزی کرد. مطابق این برنامه در این کشور بخش‌های خاصی از صنعت و اقتصاد انتخاب و سرمایه‌گذاری‌ها و کمک‌های دولتی به این بخش‌های خاص سرازیر شد. صنایع بالادست صنعت خودرو هم در این کشور با تشویق فراوان، فعال شدند و در نتیجه کار خودروسازان بسیار آسان‌تر شد. تشکیل واحدهای بزرگ فولاد، فلزات غیرآهنی، پتروشیمی و صنایع الکترونیکی، به پیشرفت صنعت خودروسازی در این کشور کمک شایانی کردند. موفقیت هیوندای در صادرات خودرو به آمریکا باعث شد تا این شرکت در ۱۹۸۹ تولید محصول جدیدی را با تکیه به فناوری‌های بومی و تخصص داخلی آغاز کند. این خودرو سوناتا نام داشت و یک سدان با اندازهٔ متوسط بود. خودروسازی در کره‌ جنوبی هفت مرحله را طی کرده است. این مراحل شامل مرحله دوران خودروهای دست‌ساز، خودروهای ساخته شده با قطعات وارداتی، خط مشی و سیاست برای تولید خودروهای کاملاً بومی، حرکت از سیاست جایگزینی واردات به توسعه صادرات، بهبود رقابت بین‌المللی در دهه‌ ۱۹۸۰، توسعه فناوری در دهه ۱۹۹۰ و سرمایه‌گذاری بیشتر با توجه به روند فعلی تولید است.

### ۱۹۹۸ تا ۲۰۱۱
در سال ۱۹۹۸ هیوندایی کیا را خریداری کرد، اما از آن زمان تاکنون فعالیت‌های فروش و بازاریابی این دو برند به‌طور مستقل و جدا مانده است. هیوندای به تأسی از تویوتا و هوندا، در سال ۲۰۰۵ کارخانه تولیدی خود را در ایالت تاسیس کرد؛ کیا هم پنج‌سال بعد در ایالت جورجیا کارخانه‌اش را راه‌اندازی کرد. اگرچه این دو برند از پیشرانه‌ها و پلت‌فرم‌های مشابهی استفاده می‌کردند، اما استراتژی‌های جایگاه‌یابی هریک از آن‌ها مستقل و برای برند دیگر ناشناخته بود.دهیوندای برای برطرف کردن این مشکل در سال ۲۰۰۶ پیتر شرایر، طراح فولکس‌واگن/آئودی را به عنوان طراح ارشد خود استخدام کرد. شرایر ظاهری متمایز به خودروهای کیا بخشید و طراحی محصولات آن را به کلیدی در موفقیت این برند بدل کرد. در حال حاضر او بر طراحی هردو برند کره‌ای نظارت دارد. مهم‌تر از آن تلاش ده ساله هیوندای برای بهبود وضعیتش در بازار جهانی خصوصا آمریکا بود که از دهه ۱۹۹۰ آغاز شده بود و به این غول کره‌ای کمک کرد تا نقایص کیفی خود را برطرف کند. در سال ۲۰۰۶ موسسه تحقیقاتی جی‌دی‌پاور و شرکا در گزارش کیفی خود این برند را به عنوان برترین برند غیرلوکس اعلام کرد. یکی از مهمترین نکات در فرایند خودروساز شدن کره جنوبی این بود که سیاستگذاران این کشور به اصول مهمی همچون ارتقای کیفیت، افزایش بهره وری و در نهایت رقابت پذیری خودروهای تولیدی خود در بازارها؛ اولویت دادند. به گونه ای که به اعتقاد مقام های این کشور هر تعداد خودرو حتی اندک که در این کشور تولید می شود باید قابلیت عرضه به بازارهای جهانی را داشته باشد. در این دوره تلاش کیا و هیوندایی از سال ۲۰۱۱ برای رقابت در بازار جهانی بر پاییه تحقیق و توسعه و ارتقای کیفیت آغاز شد.  تولیدکنندگان این کشور در سال ۱۹۶۷ تنها موفق شدند که ۷ هزار دستگاه خودرو تولید کنند، اما توانستند در سال ۱۹۸۸ به تولید یک میلیون دستگاه برسند و این میزان تولید، تنها ۲۰ سال بعد و در سال ۲۰۰۸ به ۳.۸ میلیون دستگاه رسید. در طول ساختار صنعت خودروسازی کره چندین مسئله برای اولیت مرحله بندی شد که متدهای پیشرفت نام داشت:
- متریال اولیه
- فن آوری و نوآوری
- گسترش محصولات جدید
- تحقیق و توسعه بر پایه ارتقای کیفیت

این برنامه در سال ۲۰۱۰ در دستور کار قرار گرفت و باعث پیدایش خودروهای نوین هیوندای-کیا در کلاس جهانی، چون تاسیس برند جنسیس، ساخت خودرو هیوندایی سانتافه، هیوندایی گرنجور، هیوندای وراکروز، هیوندایی سوناتا، یا کیا اپتیما، کیا سراتو، کیا کادنزا، کیا موهاوی و کیا استینگر و سری خودروهای هیبرید و اقتصادی این گروه شد. برنامه توسعه برای مجموعه هیوندای-کیا فقط برای سه سال معادل ۳۳۸ میلیون دلار هزینه به همراه داشت. اما این سرمایه گذاری آن‌ها را تشویق کرد تا به سگمنت پریمیوم اروپایی ورود کرده و هیوندای سنتنیال (هیوندای ایکوئِس) را در جهت رقابت مستقیم با لکسس، بام و و مرسدس بنز وارد میدان کند که به عقیده خود هیوندای، این خودرو جایگاه برند هیوندای را در بازرا جهانی یک سر و گردن بالاتر برد. مجموعه خودرویی هیوندای-کیا بسیارتلاش کرد تا در کنار حفظ خطوط تولید خود در بازار کشورهای مهمی چون ایالات متحده آمریکا و خود کره، در کشورهای در حال پیشرفت نظیر هند، اسلواکی، جمهوری چک، برزیل، چین و ترکیه که نیرو کار ارزان است خط تولید احداث کند. این قضیه موجب می‌شود هزینه نهایی تولید و حمل و نقل محصول حتی با توجه به فاصله زیاد از بازار جهانی ارزان‌تر تمام شود. همچنین داشتن شبکه عرضه جهانی، بهتر می‌تواند کمپانی مادر را از تغییرات نرخ ارز محافظت کند. از بارزترین نقاط قوت هیوندای-کیا، می‌توان به توانایی آن در انطباق سریع با تغییرات بازار اشاره کرد. براساس بیانات مدیرعامل هیوندای آمریکا، این ساختار مسطح نیرو انسانی کمپانی است که فرصت می‌دهد هیوندای با تعداد پرسنل و کاغذ بازی کمتر، در مقایسه با رقبا، با انعطاف و سرعت بسیار بیشتری با تغییرات بازار همراه شود. با وجود این که مرکز فرماندهی و نظارت هیوندای-کیا در کره جنوبی قرار دارد، عملکرد جهانی برند هر لحظه تحت نظارت و بررسی است. هیوندای موتور به همراه کیا موتورز، از زیرمجموعه‌های هیوندای موتور گروپ به‌شمار می‌آیند، که در حال حاضر پس از شرکت‌های جنرال موتورز، گروه فولکس‌واگن و تویوتا، به‌عنوان چهارمین خودروساز بزرگ جهان شناخته می‌شود.